# Sergei Roldugin
Sergei Pavlovich Roldugin (em russo: Сергей Павлович Ролдугин, nascido em 28 de setembro de 1951 Sakhalin) é um violoncelista e empresário russo, baseado em São Petersburgo. Ele é um amigo próximo de Vladimir Putin. Ele foi implicado em vários esquemas de lavagem de dinheiro e riqueza offshore.

## Vida
Roldugin nasceu em Sakhalin, onde seu pai, um militar, estava estacionado. Enquanto ele era jovem, seus pais se mudaram para Riga, Letônia, onde estudou e tornou-se fluente em letão na escola letã.

## Carreira
Ele foi premiado com o 3º prêmio do Concurso Internacional de Música da Primavera de Praga em 1980. Em 1984, Roldugin foi nomeado violoncelista principal da Orquestra do Teatro de Ópera Kirov. Posteriormente, foi professor no Conservatório de São Petersburgo, onde atuou como reitor da instituição de 2002 a 2005. Maestro Convidado da Orquestra do Teatro Mariinsky, foi nomeado Artista do Povo da Rússia.
Desde a década de 1990, Roldugin está envolvido no negócio de petróleo e mídia. Ele é conhecido por ter iniciado a reforma do decadente Palácio Alexis como escola de música e por ter se apresentado nas ruínas de Palmira um mês depois que o local foi reconquistado do Estado Islâmico. Roldugin toca o violoncelo Stuart feito por Antonio Stradivari em 1732; o instrumento lhe custou US$12 milhões.

## Relacionamento com Vladimir Putin
Sergei Roldugin é padrinho de Maria Putina (n. 1985), filha mais velha de Vladimir Putin. Ele é amigo de Putin desde o final dos anos 1970. Em março de 2016, o jornal The Guardian descreveu Roldugin como "o melhor amigo de Putin". Foi Roldugin quem apresentou Putin a Lyudmila, sua futura esposa.
Em conexão com os Panama Papers, o Projeto de Denúncia de Crime Organizado e Corrupção descreveu Roldugin como o "guardião secreto" da riqueza oculta de Putin por meio de sua participação em transações com Mossack Fonseca e Dietrich, Baumgartner & Partner, que são advogados suíços em Zurique, para várias empresas offshore, incluindo o International Media Overseas, registrado no Panamá, e o Sonnette Overseas, o Sunbarn Ltd, o Sandalwood Continental, e o BVI Ove Financial Corp, registrados nas Ilhas Virgens Britânicas.

## Fortuna
Roldugin manteve estreitos laços financeiros com o RCB Bank, com sede no Chipre, que é um subsidiário do VTB Bank, Yuri Kovalchuk do Rossiya Bank, Oleg Gordin, proprietário da Sandalwood Continental como representante legal da Roldugin através da propriedade exclusiva da Roldugin da International Media Overseas e é um empresário de São Petersburgo do Rossiya Bank, Aleksander Plekhov, proprietário da Sunbarn Ltd como representante legal de Roldugin através da propriedade exclusiva de Roldugin da Sonnette Overseas e é um empresário de São Petersburgo do Rossiya Bank, Yevgeny Malov, sócio de Gennady Timchenko e um dos fundadores do comerciante de petróleo Gunvor, a família Rotenberg (Arkady, Igor e Boris), Suleiman Kerimov, Alexei Mordashov e outros oligarcas russos.
Em março de 2019, Roldugin foi implicado em um esquema global de lavagem de dinheiro de quase US$9 bilhões supostamente construído pelo Sberbank CIB (anteriormente conhecido como "Troika Dialog"), no qual Roldugin recebeu US$69 milhões. O esquema de lavagem de dinheiro é conhecido como ŪkioLeaks ou a Troika Laundromat.

## Vida pessoal

### Yevgeny Roldugin
Yevgeny Roldugin, irmão mais velho de Segei Roldugin, frequentou a escola de treinamento da KGB com Putin na década de 1970 e depois retornou à RSS da Letônia e trabalhou como membro da KGB. Em 15 de novembro de 2020, Yevgeny Roldugin morreu de COVID-19 em Riga, na Letônia. Em Riga, Yevgeny era chefe da Gazprom na Letônia desde 6 de abril de 2009, quando a Gazprom abriu seu escritório ali. Anteriormente, ele estava na Latvijas Gaze como chefe do departamento de segurança industrial e proteção do trabalho.